# Cecil King
Pour les articles homonymes, voir King.
Cecil King, né le 6 août 1881 à Londres et mort le 9 décembre 1942, est un peintre paysagiste et peintre de marine anglais et camoufleur de guerre durant la Première Guerre mondiale.

## Biographie
Cecil George Charles King naît le 6 août 1881 dans le London Borough of Hounslow.
Il est connu comme illustrateur, peintre de paysage, de marine et peintre de camouflage.
Après avoir commencé des études dans l'ingénierie, il décide d'étudier l'art à la Goldsmiths School of Art et à la Westminster School of Art. Il est l'élève, à Paris, de Jean-Paul Laurens et Théophile Alexandre Steinlen.
Durant la Première Guerre mondiale, à partir de 1917, il travaille étroitement avec le peintre britannique Norman Wilkinson qui, à la demande du gouvernement anglais, a créé une équipe de peintres pour le camouflage des navires de guerre. 
en 1932, il devient peintre marin au Royal Thames Yacht Club. Il est vice-président de la Society of Marine Artists.
Il meurt le 9 décembre 1942.

## Œuvres dans les collections publiques
- Étaples, musée Quentovic d'Étaples : Dans le Pas-de-Calais, 1931, huile sur toile[2]

## Publications
Cecil King publie plusieurs ouvrages :
- (en) The History of British flags, Londres, H. Reiach, 1914, 65 p.
- (en) Fresh evidence concerning the French Jacks of 1790, 1932, 228 p.